# Ollom Fotla
Ollom Fotla (le savant de Fódla, un terme poétique qui désigne l'Irlande ; ensuite transcrit en Ollamh Fodhla), fils de Fíachu Fínscothach, est selon les légendes médiévales et la tradition pseudo historique irlandaise un Ard ri Erenn dont le véritable nom serait Eochaid.

## Règne
Il prend le pouvoir après avoir tué son prédécesseur, Faildergdóit, dont le père, Muinemón, était le meurtrier de son propre père.
Il est réputé avoir institué le « Feis Temrach » ou Assemblée de la Colline de Tara. Keating décrit le Feis Temrach comme une assemblée comparable à un parlement auquel les nobles, les savants et les chefs de guerre commandant en Irlande participaient. Elle se tenait à Samhain tous les trois ans afin de valider et de renouveler les lois et d'approuver les annales. L'Assemblée était précédée de trois jours de fête.
Il serait aussi à l'origine de la structure nommée à Tara « Múr nOlloman » (rempart du savant). Il règne pendant 40 ans (A.F.M) ou 30 ans (F.F.E) et meurt de mort naturelle à Tara.

## Chronologie
Le Lebor Gabála Érenn synchronise son règne avec celui d'Arbace et de Sosarmus des Mèdes. La chronologie de Keating Foras Feasa ar Éirinn lui assigne comme dates 943-913 av. J.-C. , et les Annales des quatre maîtres 1318-1278 av. J.-C.

## Postérité
Sa succession est assurée de manière continue, tout à fait inhabituelle, par six de ses descendants directs :
- Fínnachta, père de Fíachu Findoilches
- Slánoll père de Ailill mac Slánuill
- Géde Ollgothach père de Berngal.
- Cairpre arrière-grand-père  de Finn mac Blatha

## Source
- (en) Cet article est partiellement ou en totalité issu de l’article de Wikipédia en anglais intitulé « Ollom Fotla » (voir la liste des auteurs), édition du 7 avril 2012.